# Île-aux-Ruaux
Île-aux-Ruaux (a veces escrito: Ile aux Réaux, Ile des Ruaux, Île au Ruau) es una de las más antiguas concesiones en la historia de la Nueva Francia. Toda la isla fue concedida a los jesuitas en 1638 por la Compañía de los Cien Asociados. Los jesuitas tomaron posesión en 1639. Entre estos primeros en llegar estuvo François Byssot de la Rivière.
La isla se encuentra en el río San Lorenzo y es de fácil acceso desde la ciudad de Quebec y la Isla de Orléans. Posee aproximadamente 3,5 por 0,75 millas en tamaño y forma parte del Archipiélago de Isle-aux-Grues. También es una parte del municipio de Saint-François-de-l'Île-d'Orléans.